# الطريق الأوروبي E23
الطريق الأوروبي E23 الطريق الأوروبي E23 عبارة عن سلسلة من الطرق في أوروبا، وهي جزء من شبكة الطرق الأوروبية الدولية للأمم المتحدة.